# 安徽大学红楼及敬敷书院旧址
安徽大学红楼及敬敷书院旧址是國立安徽大學的早期建築，目前位於安慶師範大學菱湖校區。2013年3月5日公布为第七批全国重点文物保护单位。
敬敷书院建于西元1897年（清光绪二十三年），是清朝時期安徽最大的官辦書院。书院为一座东朝西走向的清代建筑群，包括有门坊、长廊、斋舍与碑廊，总建筑面积936.9平方公尺。
1934年7月至1935年3月，安徽省政府兴建了安徽大学紅楼，為安徽大學的主教學樓，是一座北朝南的单体二层砖木结构楼，总建筑面积3008.5平方公尺。